# Friedrich Vierhapper
Friedrich Vierhapper (1844-1903) fue un maestro y botánico aficionado austríaco. Era el padre del geobotánico Friedrich Karl Max Vierhapper.
Obtuvo su educación en Salzburgo y en Viena, trabajando más tarde como instructor de una Facultad en Weidenau (1875-1881) y luego en el gymnasium de Ried im Innkreis (1881-1895).

## Algunas publicaciones
- 1935. Vegetation und Flora des Lungau (Salzburg). Vol. 14 de Vorarbeiten zu einer Pflanzengeographischen Karte Österreichs y vols. 11 y 16 de Zoologisch-botanische Gesellschaft Wien: Abhandlungen. Ed. Verlag der Zool.-Botan. Ges. 289 pp.

- 1910. Entwurf eines neuen Systemes der Coniferen. Zoologisch-Botanischen Gesellschaft in Wien 5 ( 4) 56 pp.

## Honores

### Eponimia
Géneros
- (Asteraceae) Vierhapperia Hand.-Mazz.[2]

Especies
- (Asteraceae) Erigeron vierhapperi (Briq. & Cav.) Janch.[3]

- (Cyperaceae) Trichophorum vierhapperi (Bojko) Pignatti[4]

- (Lamiaceae) Phlomis × vierhapperi Rech.f.[5]

- (Poaceae) Avenastrum vierhapperi Adamović[6]
- La abreviatura «F.Vierh.» se emplea para indicar a Friedrich Vierhapper como autoridad en la descripción y clasificación científica de los vegetales.[7]